# Diachasma compressigaster
Diachasma compressigaster är en stekelart som beskrevs av Fischer 1986. Diachasma compressigaster ingår i släktet Diachasma och familjen bracksteklar. Inga underarter finns listade i Catalogue of Life.